# اوگود
اوگود (به مجاری: Ugod) یک شهرداری در مجارستان است که در ناحیه پاپا واقع شده‌است. اوگود ۶۲٫۷۹ کیلومتر مربع مساحت و ۱٬۶۶۰ نفر جمعیت دارد.